# Blå cirkel-serien
Blå cirkel-serien är en skönlitterär bokserie utgiven av B. Wahlströms bokförlag.
| Volym | Titel                                             | Författare              | Utgivningsår |
| ----- | ------------------------------------------------- | ----------------------- | ------------ |
| 1     | Drottningens sändebud: historisk roman            | Rafael Sabatini         | 1944         |
| 2     | Under Söderhavets sol. Söderhavsroman             | George Goodchild        | 1944         |
| 3     | Den gäckande nejlikan: historisk äventyrsroman    | Baronessan Orczy        | 1944         |
| 4     | Sju dagars inferno: äventyrsroman                 | Sydney Parkman          | 1945         |
| 5     | I folkets namn: äventyrsroman                     | Arthur W. Marchmont     | 1944         |
| 6     | Hämnaren från öknen: ökenroman                    | Kathlyn Rhodes          | 1945         |
| 7     | Nathan Golds hustru                               | Hilda W. Lewis          | 1945         |
| 8     | Flickan i Paradisdalen: vildmarksroman            | William B. Mowery       | 1945         |
| 9     | Kapten Satan: sjöroman                            | Henry de Vere Stacpoole | 1945         |
| 10    | Elefantdalens hemlighet: roman från Burma         | Reginald Campbell       | 1945         |
| 11    | En Virginiens son: historisk roman                | Mary Johnston           | 1945         |
| 12    | På uppdrag i Egypten: äventyrsroman               | Louis de Wohl           | 1945         |
| 13    | Skrattmänniskan, del I                            | Victor Hugo             | 1946         |
| 14    | Skrattmänniskan, del II                           | Victor Hugo             | 1946         |
| 15    | Gummikejsaren och hans dotter: kärlek och äventyr | Gösta Segercrantz       | 1946         |